# 2018
2018. је била проста година, која је почела у понедељак. 2018. је осамнаеста година 3. миленијума, осамнаеста година 21. века и девета година 2010-их.

## Догађаји

### Јануар
- 1. јануар — Иранска државна телевизија је објавила да је најмање 12 људи убијено у протестима који трају у тој земљи, као и да су наоружани демонстранти покушали да заузму полицијске станице и војне базе.
- 4. јануар — Путнички воз се сударио са камионом на прелазу у близини Крунстада (Јужна Африка), при чему је 19 људи погинуло, а више од 250 је повређено.
- 5. јануар —  Убијен Владимир Цвијан
- 7. јануар — Партија националног јединства освојила је највише посланичких места на парламентарним изборима у Северном Кипру.
- 9. јануар — Међународни разговори између Северне и Јужне Кореје.
  - Најмање 18 особа је погинуло у клизиштима на југоистоку Калифорније, 300 људи заробљено у кањону Ромеро.
- 11. јануар — Посланици македонског Собрања изгласали су закон о албанском језику као званичном језику на територији целе земље.
- 14. јануар — Танкер са нафтом МВ Санки је потонуо уз губитак живота свих 32 члана посаде 8 дана након судара са другим бродом.
- 15. јануар — У посету Србији после 30 година је дошао премијер Јапана Шинзо Абе.
  - Председница Скупштине Србије Маја Гојковић расписала је локалне изборе у Београду за 4. март. Истог датума избори ће бити одржани и у општинама Бор и Аранђеловац.
- 16. јануар — Лидер Грађанске иницијативе "Слобода, демократија, правда" Оливер Ивановић подлегао је повредама након што је на њега пуцано у Косовској Митровици. Ивановић је погођен са пет метака у груди.
- 19. јануар — Турска је започела војну офанзиву против курдских снага у Сирији које подржавају САД.
- 20. јануар — Генералштаб Турске објавио је почетак операције „Маслинова гранчица“ против курдских формација у сиријском граду Африну. Операција је почела у 15.00 сати по средњоевропском времену.
- 21. јануар — Започела копнена операција Турске војске у Африну почела у 9 сати и 5 минута по централноевропском времену.
- 26. јануар — У пожару који је захватио болницу у Јужној Кореји живот је изгубило најмање 39 људи, а више од 100 је повређено.
- 27. јануар — Милош Земан је поново изабран за председника Чешке.
  - Најмање 95 особа је погинуло у експлозији бомбе у возилу Хитне помоћи у Кабулу, а око 160 је повређено.
- 28. јануар — Најмање десет јеменских војника је убијено а 30 је рањено у борбама против сепаратиста са југа земље, широм привремене престонице Адена. Сепаратисти су заузели војну базу и неколико владиних зграда.
  - Роџер Федерер и Каролина Возњацки су победили у појединачној конкуренцији на Отвореном првенству Аустралије у тенису.
- 29. јануар — Уз снажну подршку руске авијације, сиријска војска борци су успели да преузму контролу и над стратешким важним градом Абу Духур, који се налази западно од авиобазе.
- 31. јануар — Сиријска арапска армија после заузимања града и војне базе Абу Духур покренула офанзиву према стратешки важном граду Саракибу.

### Фебруар
- 1. фебруар — Украјински диверзанти су погодили зграду Министарства одбране ДНР.
- 2. фебруар — У елиптичној галаксији која се налази између Млечног пута и квазара RX J1131-1231 су захваљујући ефекту гравитационог сочива први пут детектоване планете ван наше матичне галаксије.
- 8. фебруар — Посланици Европског парламента усвојили су у Стразбуру резолуцију којом се предлаже одустајање од режима летњег и зимског рачунања времена у ЕУ.
  - Око 100 припадника сиријске војске погинуло је приликом напада авијације америчке коалиције за борбу против терориста у близини града Дајр ез Заур, јавила је телевизија Еј-Би-Си, позивајући се на неименовани извор.
    - Председник Србије Александар Вучић састао се данас са директором обавештајне службе Уједињеног Краљевства (МИ6) Алексом Јангером, који је боравио у званичној посети Србији.
- 9. фебруар — Сиријска арапска армија је након победе над припадницима Исламске Државе у северним деловима покрајине Хама стопирала даљу војну кампању на северозападу Сирије у покрајинама Идлиб и Западни Алеп.
- 9−25. фебруар — Зимске олимпијске игре у јужнокорејском Пјонгчангу.
- 10. фебруар — Авион Ф-16 израелске војске оборен је на југу Сирије надомак Голанске висоравни. Авион је пао на територију Голана коју контролише Израел.
- 11. фебруар — Свих 65 путника и 6 чланове посаде погинуло је када се авион руске авио-компаније „Саратов ерлајнс” срушио у Подмосковљу.
- 12. фебруар — Председник Републике Србије Александар Вучић допутовао је у Загреб, где је почио званичну дводневну посету Хрватској. Вучића је на Пантовчаку дочекала председница Хрватске Колинда Грабар Китаровић.
  - Вицеканцелар Аустрије Хајнц-Кристијан Штрахе је боравио у посети Србији и изјавио током разговора са шефом српске дипломатије Ивицом Дачићем да је Косово и Метохија део Србије и да Север Косова треба да има право на самоопредељење, а притискати Србију, која је гарант мира и стабилности у региону, да призна Косово је – погрешан пут.
    - Група непознатих наоружаних људи у камуфлажним униформама упала је у кијевски ресторан Сулугуни и физички је напала чидера Покрета нових снага Михаила Сакашвилија и депортовала га у Пољску.
- 13. фебруар — Последњих 300 преживелих терориста ИД, након пробоја из окружења САА у Хами 9. фебруара, и два дана крвавих борби са супарничким терористичким групама у Идлибу положили су своје оружје.
- 14. фебруар — Џејкоб Зума поднео оставку на место председника Јужноафричке Републике.
  - Украјински опозиционар и бивши председник Грузије, Михаил Сакашвили стигао је у Холандију, родну земљу своје супруге, након што га је Украјина 12. фебруара протерала у суседну Пољску.
    - Пуцњава у Средњој школи „Стоунмен Даглас”: У нападу на средњу школу у америчком граду Паркланду који је извео бивши ученик убијено је 17 особа, док је рањено још најмање 14.
- 17. фебруар — Бурунди повукао признање Косова на десетогодишњицу од проглашења независности.
- 18. фебруар — Сиријска арапска армија започела велику офанзиву на Источну Гуту (предграђе Дамаска) која се од 2012. године налази под контролом побуњеника.
  - 65 особа погинуло је када се срушио авион на југу Ирана, рекао је државној телевизији портпарол иранске авио-компаније "Асеман ерлајнс".
- 19. фебруар — Српска интелектуална елита позвала српску владу да по питању Косова и Метохије прогласи замрзнути конфликт.
  - У ваздушним и артиљеријским нападима сиријске војске на Источну Гуту, недалеко од престонице Сирије, Дамаска, у последња 24 часа убијена је 71 особа, а рањено је 325, саопштила је Сиријска опсерваторија за људска права.
    - Избили су сукоби између безбедносних снага и дервиша, припадника реда гонабади, који су се окупили испред полицијске станице у Техерану, а то се може видети на видео-снимку који је објављен на друштвеним мрежама.
      - Министарство одбране Израела саопштило је да је та земља успешно тестирала напредни ракетни систем одбране који има могућност да се одбрани од балистичких ракета за уништавање циљева изван атмосфере.
- 20. фебруар — Вулкан Синабунг на северу острва Суматра у Индонезији избацио је пепео више од 5.000 m увис, а силина ерупције разнела је и читав врх планине.
  - Сиријска државна телевизија објавила је снимке на којима се види како конвој провладиних бораца улази у сиријски регион под контролом Курда, Африн, како би помогли у одбрани од напада турских снага.
- 21. фебруар — У вишедневну посету Србији допутовали портпарол и министар спољних послова Руске Федерације Марија Захарова и Сергеј Лавров.
- 22. фебруар — Једна особа је страдала када је на амбасаду САД у Подгорици нешто иза поноћи бачена бомба кашикара.

### Март
- 1. март — У обраћању председника Русије Владимира Путина политичкој, религиозној и културној елити, као и целом руском народу у московском Великом мањежу у близини зидина Кремља, први пут један руски председник је јавно говорио о најновијим ракетама његове армије које су прошле пробна гађања и ускоро ће бити на бојевом дежурству, а свој говор је илустровао филмским прилозима.
- 2. март — Најмање 30 особа погинуло је у нападима на амбасаду Француске и Генералштаб војске Буркине Фасо у главном граду Уагадугу.
- 4. март — На изборима за Скупштину Града Београда је листа око Српске напредне странке освојила 44,99% гласова. Цензус прелазе и листе Драгана Ђиласа (18,93%), Александра Шапића (9,01) као и СПС-ЈС (6,13).
  - Коалиција десног центра, предвођена странком Форца Италија бившег премијера Силвија Берлусконија, освојила је прво место са 37% гласова на парламентарним изборима одржаним у недељу у Италији, на другом месту је Покрет 5 звезда са око 31%, а на трећем месту са 23% гласова следи коалиција левог центра, предвођена Демократском странком доскорашњег премијера Матеа Ренција.
    - На 90. додели Оскара за најбољи филм проглашена је фантастична драма Облик воде, најбољи глумац је Гари Олдман, а глумица Франсес Макдорманд.
      - Британска полиција је саопштила да су бивши руски двоструки агент Сергеј Скрипаљ и његова ћерка Јулија, који су у критичном стању, отровани нервним агенсом.
- 5. март — Олупина америчког носача авиона УСС Лексингтон пронађена је у Коралном мору.
- 12. март — Најмање 50 особа је погинуло у Катмандуу након што је авион бангладешке компаније „Ју-Ес Бангла” слетео са писте и запалио се.
  - Грчка влада је одлучила да прекине фудбалско првенство на неодређено време након инцидената на мечу ПАОК—АЕК.
    - Британска премијерка Тереза Меј изјавила је пред британским парламентом да је одговорна Москва за тровање нервним агенсом Скрипаља и његове ћерке Јулије и тражила објашњење од Руске владе до краја наредног дана.
- 13. март — Амерички дипломата Вес Мичел је приликом дводневне посете Београду и Приштини објавио прво званично саопштење у ком САД подржавају формирање Косовске војске што је изазвало оштру осуду јавности у Србији и Републици Српској, али и у Русији.
  - Шеф руске дипломатије Сергеј Лавров одбацио је британске оптужбе због тровања Сергеја Скрипаља.
- 14. март — Посланици македонског Собрања усвојили су закон који албанском језику даје статус другог званичног језика на територији целе Републике Македоније.
  - Рок који је Тереза Меј дала Москви да објасни зашто је бивши двоструки агент Сергеј Скрипаљ отрован руским нервним агенсом на територији Велике Британије је прошао и дала рок од седам дана да 23 руских дипломата напусти ту земљу.
- 15. март — Председник Републике Македоније Ђорге Иванов одбио је да потпише закон који албанском језику даје статус другог званичног језика.
  - Лидери Велике Британије, САД, Немачке и Француске су у заједничкој изјави снажно осудили напад нервним агенсом на бившег двоструког шпијуна Сергеја Скрипаља и његову кћи Јулију, оптуживши Русију и назвавши тај чин нападом на суверенитет Велике Британије.
- 17. март — Руска влада одлучила је да протера 23 британских дипломата из земље, биће затворен Британски савет у Русији и повучен је споразум о поновном отварању британског конзулата у Санкт Петербургу, наведено је у саопштењу руског министарства спољних послова.
- 18. март — Владимир Путин убедљиво победио на председничким изборима у Русији, освојивши 76,67% гласова и обезбедио поново други мандат.
  - Сиријске опозиционе паравојне јединице и про-турски побуњеници уз ваздушну подршку турске авијације заузели позиције у граду Африну.
- 19. март — Русија испоручила Србији два транспортна авиона Антонов Ан-225.
  - Последњи мушки примерак подврсте северног белог носорога угинуо је у резервату природе у Кенији.
- 20. март — Бивши председник Француске Никола Саркози ухапшен је под сумњом да је илегално финансирао своју изборну кампању 2007. године.
- 21. март — Председник Републике Србије Александар Вучић приликом посете Њујорку је оптужио западне силе да игноришу Србију и српске интересе по питању решења коначног статуса Косова и Метохије и да опструишу договор Срба и Албанаца.
  - Планирано полетање руске летелице Сојуз са нова три члана Експедиција 55 / 56 на Међународној свемирској станици. Посаду чине Ендру Фјустел, Олег Артемјев и Ричард Арнолд.
- 22. март — Председник САД Доналд Трамп је изјавио да је од представника САД у трговинским преговорима Роберта Лајтхајзера захтевао да покрене поступак у Светској трговинској организацији против Кине због нарушавања међународних правила трговине.
  - Лидери Европске уније сагласили су се Великом Британијом да је Русија "врло вероватно" одговорна за напад на бившег двоструког руског шпијуна у Солсберију и да нема другог прихватљивог објашњења, каже председник Европске комисијеЕвропске комисије Доналд Туск.
    - Синдикати у Француској организовали су више десетина уличних протеста широм земље, а штрајкови су значајно пореметили железнички и ваздушни саобраћај, рад школа и других јавних служби, а у Паризу демонстранти су се сукобили са полицијом.
      - Каталонски заговорник независности Жорди Турул није у четвртак изгласан за председника владе Каталоније након што су одбили да га подрже посланици из антикапиталистичке странке за независност ЦУП.
        - Украјинска служба државне безбедности ухапсила је посланицу Нађу Савченко, бившег навигатора војног хеликоптера која је постала национална хероина након боравка у руском затвору, под оптужбама за планирање војног удара.
          - Бивши амерички амбасадор при Уједињеним нацијама, Џон Болтон именован је за новог саветника за националну безбедност председника Доналда Трампа.
- 23. март — Полиција убила мушкарца који је задржао таоце у супермаркету на југозападу Француске, тврдећи да припада Исламској држави. Током талачке кризе, он је убио две особе и захтевао ослобађање из затвора Салаха Абдеслама, осумњиченог за терористичке нападе у Паризу у новембру 2015. године.
  - Шпанска полиција и демонстранти, који су се окупили у знак протеста због налога за хапшење прокаталонских политичара, сукобили су се у центру Барселоне. Полиција је током нереда употребила пендреке. Више од 20 особа је повређено.
- 25. март — Најмање 48 особа погинуло је у пожару који је захватио трговачки центар у Кемерову, индустријском граду у средишту Сибира.
  - По међународном налогу за хапшење који су издале шпанске власти, бивши председник шпанске покрајине Каталонија Карлес Пуђдамон притворен је на територији Немачке. Противници и присталице отцепљења Каталоније организују одвојене скупове у Барселони на којима је дошло до жестоких сукоба са полицијом.
    - Ратно ваздухопловство Саудијске Арабије пресрело је ракету из Јемена у подручју Ријада.
- 26. март — Председник Косова Хашим Тачи дао је "наредбу" да се крене са радом на оснивању Заједнице српских општина на Косову и Метохији.
  - Привремени органи власти на КиМ забранили су улазак на Косово и Метохију министрима Александру Вулину и Владану Вукосављевићу, који је требало да обиђе манастире. Померен скуп у Косовској Митровици у оквиру унутрашњег дијалога којем је требало да присуствују Марко Ђурић и Никола Селаковић, којима је претходно такође забрањен улазак на КиМ. Појачано присуство косовске полиције на путу ка Косовској Митровици.
    - Припадници интервентне јединице Косовске полиције привели су нешто после 17.30 сати, директора Канцеларије за КиМ Марка Ђурића. Заједно са Ђурићем ухапшен је и његов сарадник Жељко Јовић, који је повређен у покушају да се одупре привођењу.
      - 14 земаља чланица ЕУ одлучило да протера руске дипломате због случаја тровања бившег двоструког шпијуна Сергеја Скрипаља у Великој Британији.
- 27. март — Председник Српске листе Горан Ракић најавио је да Српска листа излази из косовске владе, као и да ће десет већински српских општина на Косову и Метохији 20. априла формирати Заједницу српских општина.
- 28. март — Председник Русије Владимир Путин поручио је у телефонском разговору са председником Србије Александром Вучићем да Русија једино прихвата спровођење у дело Резолуције 1244 СБ УН и да само оно што се одиграва у оквирима Резолуције 1244 може имати међународноправно дејство и међународноправни ефекат.
  - Међународна мировна мисија на КиМ под вођством НАТО саопштила је да обавља "очекиване провере" поводом навода да су борбени авиони Војске Србије прелетали територију општине Прешево. На друштвеним мрежама су се појавили и снимци авиона у ниском лету.
- 29. март — Председник Србије Александар Вучић разговарао је вечерас телефоном са председником Турске Реџепом Тајипом Ердоганом, који је нагласио да високо цени хладнокрвну и мудру реакцију Вучића и власти у Србији поводом тешког инцидента и напада које су приштинске власти извеле на северу КиМ.
- 30. март — Турски председник Реџеп Тајип Ердоган упозорио је данас косовског премијера Рамуша Харадинаја да ће морати да преузме одговорност за управљање ситуацијом са депортованим Турцима.
  - Тенкови и авиони војске Израела бомбардовали су објекте Хамаса на територији појаса Газе.
- 31. март — Преко 38.000 милитаната са породицама напустило је насеље Арбил и пребачено је у провинцију Идлиб, саопштило је руско Министарство одбране, дан након што је јуче постигнута сагласност са лидерима оружаних групација да ће напустити предграђе Дамаска.
  - Изузетно снажан ветар данас је откинуо заставу Босне и Херцеговине са јарбола на Хуму.
    - Тензије које су јуче настале због наплате путарине на националном путу који спаја Приштину и Тирану данас су прерасле у тучу између полиције и грађана Албаније. Из Тиране су на овај протест позвани и грађани са Косова.
      - Грађани незадовољни одлуком Градског већа да нишки аеродром "Константин Велики" уступи држави на управљање без икакве накнаде протестовали су данас у Нишу.

### Април
- 3. април — Председник Русије Владимир Путин и турски председник Реџеп Тајип Ердоган путем видео-линка дали су знак за почетак изградње атомске централе „Акују“ током дводневне посете руског председника Турској.
- 6. април — Некадашња јужнокорејска председница Парк Гун-хје осуђена је на 24 године затвора због корупције, злоупотребе власти, изнуде, присиле и других оптужби.
- 7. април — У Сирији дошло до нових напада хемијским оружјем у Источној Гути (источном предграђу Дамаска) која је остала последња енклава сиријских побуњеника.
- 8. април — Партија Фидес актуелног мађарског премијера Виктора Орбана апсолутни је победник парламентарних избора у тој земљи.
  - Западне државе на челу са САД, Уједињеним Краљевством и Француском су оптужиле за напад сиријску владу и режим председника Башара ел Асада.
- 11. април — Жалбено веће Међународног резидуалног механизма за кривичне трибунале осудило је Војислава Шешеља на 10 година затвора.
  - Најмање 257 особа је страдало у паду алжирског војног транспортног авиона који се срушио непосредно након полетања код војне базе Буфарик.
    - У паду школско-борбеног авиона супергалеб Г-4 код Ковачице приликом катапултирања страдао је један пилот Војске Србије.
- 14. април — САД, Уједињено Краљевство и Француска бомбардовале су циљеве у Сирији.
- 15. април — Кандидат Демократске партије социјалиста Мило Ђукановић је победио на председничким изборима у Црној Гори.
- 19. април — Мигел Дијаз-Канел је наследио Раула Кастра на месту председника Кубе.
- 23. април — Премијер Јерменије Серж Саргсјан поднео је оставку након вишенедељних протеста демонстраната у Јеревану.

### Мај
- 3. мај — Еруптирао је вулкан Килауеа на Хавајима.
- 4. мај — Шведска академија саопштила је да Нобелова награда за књижевност неће бити додељена ове године.
- 5. мај — Северна Кореја је померила своју временску зону пола сата унапред, како би се изједначила са Јужном Корејом.
- 8. мај — Амерички председник Доналд Трамп саопштио је да ће се САД повући из нуклеарног споразума са Ираном.
  - Никол Пашињан изабран је за премијера Јерменије на седници парламента те земље, а после три недеље протеста и политичке кризе.
    - Најмање 18 људи је погинуло у клизиштима на западу Руанде, дистрикти Каронги и Рубаву.
- 9. мај — Парламент Грчке омогућио је истополним заједницама усвајање деце у форми хранитељства.
- 12. мај — Победник 63. избора за Песму Евровизије је Нета Барзилај из Израела са песмом Toy (Играчка).
- 14. мај — Више од 50 палестинских протестаната је убијено у појасу Газе, на дан када су САД преместиле своју амбасаду у Јерусалим.
- 20. мај — Николас Мадуро поново је изабран за председника Венецуеле.
- 23. мај — Бивши македонски премијер Никола Груевски осуђен је на две године затвора због подстицања незаконите набавке.
- 26. мај — Фудбалери Реал Мадрида победили су Ливерпул са 3:1 у финалу Лиге шампиона.
- 30. мај — У поплавама у централном дијелу Кубе, које је изазвала суптропска олуја Алберто, погинуле су четири особе.

### Јун
- 1. јун — Педро Санчез је постао премијер Шпаније пошто је Маријано Рахој изгубио гласање о поверењу својој влади.
  - Ђузепе Конте је постао премијер Италије на челу коалиционе владе.
- 4. јун — Више од 100 особа је погинуло у ерупцији вулкана Фуего на југу Гватемале.
- 6. јун — Планирано полетање руске летелице Сојуз са нова три члана Експедиција 56 / 57 на Међународној свемирској станици. Посаду чине Александар Герст, Сергеј Прокопљев и Серена Ауњон Чанселор.
- 7. јун — Зоран Радојичић је изабран за градоначелника Београда.[1]
- 8. јун — У неколико градова у Србији око сат времена организовани су протести за које су се људи одлучили због пораста цена горива. Протести су потрајали седам дана без резултата.
  - Вашингтон капиталси по први пут у историји освојили трофеј Стенли купа. Александар Овечкин проглашен за најбољег играча финала.
- 9. јун — Симона Халеп је освојила Отворено првенство Француске у тенису после победе у финалу над Слоун Стивенс.
  - Кошаркаши Голден Стејта освојили трофеј у НБА лиги после победе над Кливлендом са 4:0 у финалној серији.
- 10. јун — Протести против високих цена горива у Србији прелили се на БиХ и Црну Гору. Током протеста у БиХ, блок М 17 је блокиран, док су путеви у Сарајеву, Тузли, Бања Луци и другим градовима блокирани истовремено. Било је протеста у неколико градова у Црној Гори, али није било гужве у саобраћају.
- 12. јун — Мушка репрезентација Србије у баскету 3х3 је освојила Светско првенство победом против Холандије.
  - На самиту САД и Северне Кореје у Сингапуру, двојица лидера Доналд Трамп и Ким Џонг Ун су потписали декларацију којом обе стране најављују преговоре чији је циљ денуклеаризација Корејског полуострва и нормализација међусобних односа.
    - Рафаел Надал је освојио 11. пут Отворено првенство Француске у тенису после победе у финалу над Домиником Тимом.
- 13. јун — Снажна олуја праћена грмљавином великим падинама и градом, погодио је центар Ужица пре пола сата, као и шире подручје око овог града. Јако невреме је погодило велики део Србије.
- 14. јун — ФИФА је доделила Канади, Мексику и САД право да организују Светско првенство у фудбалу 2026.
- 17. јун — Грчка и Република Македонија потписале су Преспански споразум о новом имену бивше југословенске републике — ново име је Република Северна Македонија.
- 18. јун — Земљотрес јачине 6,1 степени по Рихтеру погодио је јапански град Осаку.
- 20. јун — Скупштина Србије доделила је досадашњим општинама Бор и Прокупље статус званичних градова Србије.
- 24. јун — Женама у Саудијској Арабији званично је дозвољено да управљају моторним возилима.
  - Реџеп Тајип Ердоган реизабран је на место Председника Турске.

### Јул
- 1. јул — Андрес Мануел Лопез Обрадор изабран је за новог председника Мексика.
- 6. јул — Најмање 18 људи је погинуло, док је 14 повређено када је камион који је превозио грађевинске раднике слетео са пута у Непалу.
- 8. јул — Најмање десет особа је погинуло, а више од 70 је повређено у несрећи која се догодила када је воз искочио из шина на северозападу Турске.
  - Најмање 85 особа је погинуло након јаких киша у Јапану, док је близу 1.000 блокирано у болници у граду Курашики на западу земље.
- 10. јул — Свих 12 дечака и њихов тренер су спашени из поплављене пећине у Тајланду где су били заточени више од две седмице.
- 14. јул — Обилне кише и олује изазвале су хаос широм Кине, а најмање 15 људи је изгубило живот док су хиљаде становника приморане на евакуацију.
- 15. јул — Фудбалска репрезентација Француске освојила је Светско првенство 2018. у Русији.
  - Новак Ђоковић и Анџелик Кербер су победници Отвореног првенства Енглеске у тенису.
- 19. јул — Неколико торнада је прошло америчком државом Ајова при чему је повређено најмање 17 особа.
- 21. јул — Топлотни талас који је захватио Јапан, усмртио је око 30 људи.
- 24. јул — Више од 85 особа је погинуло у катастрофалном пожару који је избио у околини Атине, у периферији Атика.
- 25. јул — Неколико стотина људи нестало је у Лаосу после пуцања бране на хидроцентрали која је у изградњи.
- 27. јул — Најдуже потпуно помрачење Месеца у XXI веку трајало је око 103 минута.
- 28. јул — Ватерполо репрезентација Србије освојила је Европско првенство победом у финалу против Шпаније.
  - Обележено 100 година односа Србије и САД. Администрација САД изашла са предлогом о подели Косова и Метохије на север и југ као коначно решење Српско-Албанског сукоба.
    - Најмање 37 људи погинуло је приликом урушавања кућа и у поплавама изазваним монсунским кишама на северу Индије.
- 29. јул — Најмање 14 људи је погинуло, а 164 повређено у земљотресу јачине 6,4 јединице Рихтерове скале на туристичком индонежанском острву Ломбок.
  - Велшки бициклиста Герент Томас, победник је Тур де Франса 2018.

### Август
- 2. август — Троје људи је страдало у хидроелектрани код Бихаћа због цурења гаса, а једна особа је теже повређена.
- 3. август — Неколико десетина возила Кфора из мађарског контингента примећено је пре подне на магистралном путу Приштина – Косовска Митровица, крећући се ка северу Косова и Метохије.
  - Председник Србије Александар Вучић заказао је за дан касније у 8 часова седницу Савета за националну безбедност, потврђено је РТС-у.
- 4. август — Неколико џипова америчких војних снага из састава Кфора више од 13 сати били су на простору језера Газиводе. Војници кажу да је реч о редовним војним вежбама у оквиру планираних активности. Подручје око језера надлетао је и хеликоптер Кфора.
  - При рушењу хеликоптера Ми-8 у Краснојарском крају у Русији страдало је 18 особа.
- 5. август — Припадници америчких војних снага из састава Кфора потпуно су се повукли са простора језера Газиводе.
- 6. август — Немачка канцеларка Ангела Меркел припремила је план за Косово и Метохију који предвиђа формирање “Заједнице српских општина плус”, верификацију стања на терену, као и одржавање референдума о отцепљењу у ЗСО после 20 година позивајући се на тврдње неименованих извора у Европској народној партији (ЕПП).
- 9. август — Председник Србије Александар Вучић је изјавио да се залаже за разграничење са Албанцима.
- 12. август — У експлозији у провинцији Идлиб на северозападу Сирије погинуло је 69 људи.
- 14. август — Крај Ђенове на северу Италије се урушио надвожњак приликом чега је страдало 35 људи.
- 20. август — Обрушио се потпорни зид на Kоридору 10 у Грделичкој клисури. Клизиште је у потпуности уништило око 500 квадратних метара бетонске галерије изнад места где се градила десна трака новог аутопута. На деоници од Грделице до Царичине долине, испред тунела Предејане, у дужини од 100 метара, дошло до оштећења потпорне конструкције и дестабилизације дела заштитне косине, чија је укупна дужина 725 метара.
- 23. август — Две особе су страдале у судару возова код Доње Јабланице, општина Јабланица.
- 24. август — Две особе су преминуле након цурења отровног гаса из противпожарног апарата у згради Народне библиотеке у Београду.
- 28. август — Екипа научника из CERN-а открили на који начин се Хигсов бозон распада на ботом кваркове.
- 28. август — Председник Србије Александар Вучић је примио заменика председника Управног одбора Фондације за отворено друштво Александера Сороша са током преговора између Београда и Приштине и нагласио да је унапређење односа веома важно за одржање стабилности региона Западног Балкана.
- 29. август — Фудбалери Црвене звезде први пут у историји играће у групној фази Лиге шампиона, пошто су у Салцбургу одиграли 2:2 са шампионом Аустрије. Голове су постигли Бен 2 (Црвена звезда) и Дабур 2 (Салцбург).
- 31. август — Лидер самопроглашене Доњецке Народне Републике Александар Захарченко погинуо је у експлозији у Доњецку, пренео је Тас позивајући се на извор из администрације ДНР. У граду проглашено ванредно стање. Москва оптужује Кијев.

### Септембар
- 1. септембар — Одлуком Владе Србије продат је РТБ Бор кинеској компанији Зиђин за 350 милиона долара.
- 2. септембар — Оснивачком скупштином у Сава центру, формиран је Савез за Србију.
  - У пожару у потпуности изгорела зграда Народног музеја Бразила у Рио де Жанеиру, уништени сви експонати.
- 4. септембар — Сиријске арапске и Руске ваздухопловне снаге започеле су свој велики напад на покрајину Идлиб.
- 5. септембар — У београдском Медија центру представљен је Меморандум о сарадњи на вишеструким кретањима и удружењима грађана који ће у будућности бити под називом "Чувари Србије 1244". Председница покрета Живим за Србију др Јована Стојковић је и председница новооснованог савеза, док су потпредседници магистар Саша Мирковић - Покрет "Цела Србија" и др Драган Петровић - Српски Саборни покрет "Србобран".
- 8. септембар — Председник Србије Александар Вучић око 14 часова стигао је преко административног прелаза Брњак у општину Зубин Поток, која је и прва тачка његове дводневне посете Косову и Метохији, по програму који укључује и Газиводе.
  - Снаге безбедности Сиријских демократских снага (СДФ) подржане од САД, напале су јединицу сиријске војне обавештајне службе која је вршила патролу унутар северног града Ал-Камишлија.
- 9. септембар — Неколико стотина Албанаца блокирало је пут Косовска Митровица – Србица због најаве доласка председника Србије Александра Вучића у село Бање.
  - Министар одбране Александар Вулин казао је да се у овом тренутку у околини Дренице, куда председник Србије Александар Вучић треба да прође до села Бање, оде у посету, на пет места пуца, да то чине наоружани ветерани терористичке ОВК и да за то одговорност сноси Кадри Весељи.
    - Новак Ђоковић и Наоми Осака су победници на Отвореном првенству САД у тенису.
- 11. септембар — Најмање 50 особа погинуло је у аутобуској несрећи у индијској савезној држави Телангана.
- 12. септембар — Руске ваздушне снаге и Сиријска војска прекинуле војну офанзиву на покрајину Идлиб.
- 14. септембар — Ураган Флоренс погодио је источну обалу САД, погинуло је најмање четворо људи.
  - Зграда Народног музеја Бразила у пламену.
- 15. септембар — 
  - Супертајфун Мангкут обрушио се на Филипине, страдало је најмање 13 особа.
  - У фабрици "МБ Наменска" у Лучанима, дошло је до несреће у којој су настрадала двојица радника.
- 17. септембар — Al Dahra Agricultural company из Абу Дабија купила је Пољопривредну корпорацију Београд АД за 105,055 милиона еура, као једини понуђач.
- 21. септембар — Најмање 210 особа је погинуло у удесу трајекта на језеру Викторија у Танзанији.
- 29. септембар — Неколико десетина косовских специјалаца упало је у Центар за екологију и развој спорта у Зубином Потоку и заузело вештачко језеро и хидроцентралу Газиводе. Председник Србије Александар Вучић наредио стање највише борбене готовости Војске Србије. МУП у стању највише приправности, наводи министар полиције Небојша Стефановић.
  - Најмање 850 особа је погинуло на индонежанском острву Сулавеси након цунамија изазваног земљотресом јачине 7,5° Рихтерове скале.
- 30. септембар — У Македонији је одржан референдум са питањем "Да ли сте за чланство у ЕУ и НАТО, уз прихватање споразума о имену између Републике Македоније и Грчке". Подаци показују да је гласало испод 37% уписаних бирача и није постигнута неопходна излазност да би данашњи референдум успео (50% + 1). "За" гласало 91,25% изашлих.

### Октобар
- 7. октобар — Жељка Цвијановић је нови председник Републике Српске, док је Милорад Додик изабран за српског члана Предсједништва БиХ.
- 8. октобар — Отпочела је војна вежба под називом “Србија 2018” коју су заједно организовали НАТО Евроатлантски центар за координацију активности у пружању хитног одговора (ЕАДРЦЦ) и Министарство унутрашњих послова Србије.
- 10. октобар — Острво Мајорку је погодило велико невреме, а најмање 10 особа је изгубило живот у поплавама због обилних киша.
- 11. октобар — Синод Цариградске патријаршије започео је процес признања аутокефалности Украјинске православне цркве.
- 12. октобар — У разорном урагану Мајкл који је погодио америчке државе Флориду, Џорџију, Северну Каролину и Вирџинију, погинуло је најмање 12 људи.
- 17. октобар — Најмање 18 људи је погинуло, а 50 повређено у снажној експлозији импровизоване бомбе и оружаном нападу који је извршио студент на факултету у Керчу на Криму.
- 19. октобар — Собрање Републике Македоније двотрећинском већином усвојило је одлуку о приступању уставним изменама којим омогућавају промену имена државе у Република Северна Македонија.
- 20. октобар — Саудијска Арабија је признала да је новинар Вашингтон поста Џамал Кашогџи убијен у конзулату те државе у Истанбулу.
  - Женска одбојкашка репрезентација Србије је освојила Светско првенство победом у финалу против Италије 3:2.
- 27. октобар — У пуцњави у синагоги у Питсбургу убијено је 11 особа.
- 29. октобар — Индонежански Боинг 737 MAX се срушио у Јаванско море по полетању из Џакарте.
- 30. октобар — Председник САД Доналд Трамп издао је наредбу и којој шаље више од 5.200 војника на границу са Мексиком, јер хиљаде миграната из Централне Америке покушава да уђе у САД.

### Новембар
- 1. новембар — Полиција Црне Горе забранила улазак у Црну Гору српском песнику Матији Бећковићу, историчарима Чедомиру Антићу и Александру Раковићу и политичару Дејану Мировићу.
- 3. новембар — Председник Украјине Петро Порошенко и цариградски патријарх Цариградски патријарх Вартоломеј I потписали су у Истанбулу споразум о стварању самосталне украјинске цркве.
  - Прошао један век од кад су представници аустроугарске војске потписали су у Падови капитулацију у Првом светском рату, што је био последњи државни акт 700-годишње Хабзбуршке монархије.
- 4. новембар — На референдуму у Новој Каледонији већина грађана изјаснила се против независности од Француске.
  - Најмање 17 особа погинуло је у невремену које је погодило Италију и острво Сицилију.
- 6. новембар — ФК Црвена звезда победила енглески Ливерпул са 2:0 у 4. колу групне фазе Лиге шампиона што је била прва победа једног српског фудбалског клуба од 1991. године. Милан Павков је постигао два гола у 22 и 29 минуту.
  - На изборима у САД Демократска странка освојила је већину у Представничком дому, док су Републиканци задржали већину у Сенату.
    - Самопроглашена Република Косово увела је царине од 10% за робу која је увезена из Србије и Босне и Херцеговине, што је знак незадовољства владе са Приштином о односима ове двије државе са статусом Косова.
- 7. — 11. новембар — Србија стогодишњицу победе у Првом светском рату обележила великом војном вежбом "Век победника", која се одвија на 10 локација широм земље у којој учествује 8.000 припадника Војске Србије са 645 борбених система.
- 8. новембар — Одржана је Изборна скупштина САНУ 2018.
- 11. новембар — У Паризу обележено 100 година од завршетка Првог светског рата, а своје присуство потврдило је више од 80 шефова држава и влада земаља учесница Великог рата, али и високи представници УН, европских институција и других међународних делегација.
- 13. новембар — Бивши премијер Републике Македоније Никола Груевски, за којим је расписана потерница због неодазивања на извршење казне затвора, затражио је политички азил у Мађарској.
- 16. новембар — Међународни комитет за тегове и мере је потврдио нове дефиниције за физичке јединице килограм, ампер, келвин и мол.
- 17. новембар — Олупина аргентинске подморнице Сан Хуан, нестале новембра 2017. је пронађена у Јужном Атлантику.
- 19. новембар — Српски члан Председништва БиХ Милорад Додик и Председница Републике Српске Жељка Цвијановић положили свечану заклетву у Народној скупштини Републике Српске.
- 20. новембар — Приштински захтев за пријем такозваног Косова у Интерполу није прихваћен ни у првом или другом кругу гласања на седници одржаној данас, чиме се одбија четврта апликација за чланство у тој међународној полицијској организацији.
- 21. новембар — Влада самопроглашене републике Косово је увела нову тарифу од 100 процената за производе из Србије и Босне и Херцеговине у циљу јачања домаће производње, економије и државности Косова. Шефица ЕУ дипломатије Федерика Могерини затражила је од Приштине да одмах укине одлуку о повећању пореза на робу из Србије, те указала да је та мера како повреда ЦЕФТА, тако и Споразума о стабилизацији и придруживању ЕУ и Косова.
- 22. новембар — Председник Србије Александар Вучић у разговору са представницима Срби са Косова и Метохије и истакао да их неће оставити на милост и немилост и додао да је Кфор зауставио јединице Росу када су кренули ка северном делу Космета.
- 23. новембар — Специјалне снаге косовске полиције на северу Косовске Митровице ухапсиле у јутарњим сатима четворицу Срба и одредили им притвор од 48 сати након чега су се чули пуцњи и сирене за опасност.
  - Одржани једночасовни протести Срба на Косову и Метохији због увођења такси на српску робу.
    - Након што су службеници кабинета председавајућег Председништва БиХ Милорада Додика испред његове канцеларије у згради Председништва БиХ поставили заставу Републике Српске, она је уклоњена на захтев кабинета Шефика Џаферовића с обзиром да се ради о заједничким просторијама.
- 24. новембар — Аустријски вицеканцелар Хајнц-Кристијан Штрахе предложио је да Аустрија буде иницијатор за мировну конференцију за решавање питања Косова и поновио своју подршку идеји размене територија.
  - У Паризу је дошло до насиља и сукоба између полиције и учесника протеста против повећања пореза на гориво – демонстранти су полицију гађали камењем и другим предметима, а полиција је одговорила употребом сузавца и водених топова.
- 25. новембар — Инцидент у Керчком мореузу — Украјинска морнарица објавила да је послала два мала артиљеријска брода и брод тегљач из луке Одеса до луке Маријупољ преко Азовског мора.
  - Украјински бродови „Бердјанск“ „Никопољ“ и „Јани Капу“, који су пресекли границу са Русијом, задржани су, против њих је употребљено оружје и том приликом су рањена три украјинска морнара.
    - Украјинска војска започела је масовни напад на стамбене четврти самопроглашене Доњецке Народне Републике. Кијев разматра могућност увођења ратног стања.
- 26. новембра — Преседник Украјине Петро Порошенко потписао је указ о одлуци Савета за националну безбедност и одбрану да уведе ратно стање у Украјини.
- 27. новембар — Градоначелници четири општине са српском већином на северу Косова поднели су оставке на своје функције.
  - Косовска полиција саопштила да је ухапсила четворицу Срба који су осумњичени за злоупотребу службеног положаја и службених овлашћења.
- 29. новембар — Систем противваздушне одбране Сирије оборио је израелски војни авион на небу изнад насеља Кисве.
- 30. новембар — Скупштина Црне Горе, после целодневне жестоке расправе, усвојила је Резолуцију којом су одлуке Подгоричке скупштине из 1918. године проглашене ништавним.
  - Небојша Медојевић, један од лидера Демократског фронта (ДФ), ухапшен је недуго након што је у Скупштини Црне Горе усвојена Резолуција којом су одлуке Подгоричке скупштине из 1918. године проглашене ништавним.
    - Апелационо веће Суда БиХ изрекло је ослобађајућу пресуду Насеру Орићу и Сабахудину Мухићу, који су се у поновљеном поступку теретили за злочин над ратним заробљеницима на подручју Сребренице и Братунца.

### Децембар
- 1. децембар — Током масовних протеста који су погодили Француску у повређене су 133 особе, а ухапшено је 412, док су 4 особе погинуле саопштила је полиција у тој земљи.
- 2. децембар — Француски председник Емануел Макрон одржао је ванредни састанак са премијером и министром унутрашњих послова и обећао да ће одговарати они који су учествовали у ширењу насиља и наношењу штете.
- 3. децембар — Председник Француске Емануел Макрон замолио је да, због ситуације у Француској и проблема са којима се суочава на унутрашњем плану, његова посета Београду буде одложена на неколико недеља.
  - Планирано полетање руске летелице Сојуз са нова три члана Експедиција 58 / 59 на Међународној свемирској станици. Посаду чине Олег Кононенко, Давид Сен Жак и Ен Маклејн.
    - Премијер самопроглашене државе Косово Рамуш Харадинај најавио је да ће 14. децембра на скупштинско разматрање ставити формирање Војске Косова.
- 4. децембар — Влада Француске објавила суспензију такси на гориво које су биле окидач за масовне протесте широм земље објавио је премијер Француске Едуард Филип.
- 5. децембар — Сувласници компаније „Kоперникус технолоџи” продали су је „Телекому Србије” за 195 милиона евра, а неколико дана након тога купили 100 одсто оснивачких права грчке „Антена групе” у Србији и Црној Гори, и телевизије Прва и Б92 за договорену суму од 180 милиона евра.
- 6. децембар — Велики скандал у Француској привукао пажњу светских медија где је полиција постројила 153 средњошколаца клечећи, међу којима најмлађи имају само 12 година.
  - У Тулузу и другим Француским градовима настављени насилни протести жутих прслука против председника Емануела Макрона.
- 8. децембар — Центар Париза блокиран је због нових жестоких антивладиних демонстрација покрета „жутих прслука“. Ухапшено 548 људи, а 272 особе су задржане у полицији, док је истовремено током протеста "жутих прслука" у Бриселу превентивно ухапшено око 70 особа.
  - Присталице опозиције одржале су у Београду протест „Стоп крвавим кошуљама“, који је организован после напада на лидера Левице Србије Борка Стефановића.
- 9. децембар — На ванредним парламентарним изборима у Јерменији победила је коалиција „Мој корак” актуелног премијера Николе Пашињана.
  - Аргентински фудбалски клуб ФК Ривер Плејт победио је Боку јуниорс у финалном двомечу и четврти пут освојио трофеј Копа либертадорес.
- 10. децембар — Председник Француске Емануел Макрон признао је да је земља у стању економског ванредног стања после насилних демонстрација које трају већ недељама и најавио повећање минималца за 100 евра месечно, почевши од маја 2019. године. Он је обећао и укидање пореза на прековремени рад и увођење пореских олакшица за све грађане који зарађују мање од 2.000 евра месечно.
  - Високомобилна вишенаменска војна возила „хамви“ стигла су из САД на Косово и очекује се да ће бити на располагању Оружаним снагама Косова, објавила је телевизија РТК2.
    - Британска премијерка Тереза Меј одложила је гласање заказано за уторак увече у парламенту о споразуму са ЕУ о брегзиту, рекавши да намерава да оде у Брисел како би усагласила појединачна питања о договору.
- 11. децембар — Представнички дом Конгреса САД једногласно је усвојио резолуцију о увођењу санкција због изградње гасовода „Северни ток 2“, а тај документ такође позива америчког председника да подржи европску енергетску безбедност кроз диверсификацију тржишта и смањење зависности од Русије.
  - У близини Божићног вашара у Стразбуру на истоку Француске десила се пуцњава, саопштили су француски медији, позивајући се на полицију и хитне службе.
- 12. децембар — Током ноћи запаљена је кућа новинара Милана Јованвића. У кући је спавао са женом, али су обоје успели да се извуку живи. Пироман је после паљења пуцао на врата надајући се да погоди Милана. Милан је оптужио председника општине Гроцка, Драгољуба Симоновића да стоји иза напада, јер је годинама писао о корупцији у Гроцкој.
- 13. децембар — Више од 45 возила Кфора ушло је на север Косова и Метохије, нешто пре 10 часова. Крећу се у колони и, према информацијама са терена, иду у правцу Лепосавића.
- 14. децембар — Косовски парламент усвојио је пакет од три закона — закон о косовским безбедносним снагама, закон о служби у косовским безбедносним снагама и закон о министарству одбране. Тиме је омогућена трансформација косовских безбедносних снага у косовску војску.
  - Сенат САД једногласно је усвојио резолуцију у којој је саудијски принц Мохамед бин Салман означен као особа одговорна за убиство саудијског новинара Џамала Кашогиџија.
- 15. децембар — На протесту покрета „Жути прслуци“ у Паризу дошло до сукоба полиције и демонстраната. Укупно је приведено 85 особа.
  - У Београду одржан други протест грађана и дела опозиције против насиља „Стоп крвавим кошуљама“, који је почео као одговор на напад на лидера Левице Србије Борка Стефановића и двојицу његових сарадника у Крушевцу, завршен је око 20 часова.
- 17. децембар — У Савету безбедности Уједињених нација одржана је седница на захтев Србије и Русије поводом одлуке Приштине о формирању војске. Седница је била отворена за јавност.
  - Председник Србије Александар Вучић у реплици, након што су представници земаља чланица СБ УН завршили своја излагања о формирању косовске војске рекао је да нико није успео да наведе ниједно правило на основу којег је основана косовска војска.
- 18. децембар — На дужност премијера Републике Српске изабран је Радован Вишковић из странке СНСД.
- 19. децембар — Председник САД Доналд Трамп објавио је победу над терористичком организацијом Исламска Држава у Сирији.
  - Председници Србије и Косова Александар Вучић и Хашим Тачи добили су писмо председника САД Доналда Трампа у ком позива оба политичка лидера да у Белој кући склопе трајни споразум о решењу Косова и Метохије.
- 21. децембар — У судару путничког воза и аутобуса недалеко од Ниша погинуло 5, а 26 особа повређено.
  - Шпански премијер Педро Санчез и чланови његовог кабинета стигли су данас у палату у центру Барселоне, где ће одржати недељни састанак, упркос протестима сепаратиста због одлуке централне владе да данас заседа у каталонској престоници. У Барселони жестоки сукоби демонстраната и полиције.
    - Савет Европе одлучио је да продужи економске санкције Русији на пола године, наведено је у саопштењу тог европског тела.
      - Град величине тениских лоптица уништио је куће и хиљаде аутомобила у Сиднеју.
- 22. децембар — Више од 220 особа је погинуло у цунамију изазваном ерупцијом вулкана Анак Кракатау који је погодио подручје око Сундског пролаза у Индонезији.
  - Шести протест „жутих прслука“. Полиција користила водене топове и сузавац за растеривање учесника протеста „жутих прслука“ на Јелисејским пољима у Паризу.
- 24. децембар — Опсерваторија планине Етна саопштила је да овај активан сицилијански вулкан избацује лаву и пепео из нове пукотине услед необично високог нивоа сеизмичке активности.
- 27. децембар — Влада Црне Горе утврдила Предлог закона о животном партнерству истополних парова који геј особама даје иста права као и хетеросексуалним паровима.

## Рођења
- 23. април — Принц Луј од Велса

## Смрти

### Јануар
- 1. јануар — Душан Митошевић, српски фудбалер и фудбалски менаџер (*1949)[2]
- 2. јануар — Жељко Сенечић, хрватски сценограф, сценариста и редитељ (*1933)[3]
- 5. јануар : 
  - Џон Јанг, амерички астронаут, астронаутички инжињер и поморски официр (*1930)[4]
  - Владимир Цвијан, српски адвокат и политичар, народни посланик у Народној скупштини Републике Србије од 2012. до 2013. године и члан председништва Српске напредне странке (СНС) (*1976)
- 7. јануар — Франс Гал, француска певачица и победница Песме Евровизије 1965. (*1947)[5]
- 10. јануар — Предраг Луцић, хрватски новинар, књижевник и драматург (*1964)[6]
- 15. јануар — Долорес О’Риордан, ирска певачица и текстописац (*1971)[7]
- 16. јануар — Оливер Ивановић, српски политичар са Косова и Метохије (*1953)[8]
- 17. јануар — Сајмон Шелтон, британски глумац (*1966)[9]
- 19. јануар — Дороти Малон, америчка глумица (*1925)[10]
- 21. јануар — Цукаса Хосака, јапански фудбалер (*1937)[11]
- 22. јануар — Урсула Ле Гвин, америчка списатељица (*1929)[12]
- 23. јануар — Никанор Пара, чилеански песник (*1914)
- 24. јануар — Марк Е. Смит, енглески певач и текстописац (*1957)[13]
- 24. јануар — Вук Крњевић, српски песник, књижевни критичар и сценариста (*1935)[14]
- 27. јануар — Ингвар Кампрад, шведски предузетник и оснивач ланца намештаја Икеа (*1926)
- 29. јануар — Франсиско Нуњез Оливера, шпански суперстогодишњак (*1904)
- 30. јануар — Луис Зорич, амерички глумац српског порекла (*1924)[15]
- 31. јануар — Милутин Мићовић, српски фимски и позоришни глумац (*1944)[16]

### Фебруар
- 9. фебруар:
  - Небојша Глоговац, српски филмски и позоришни глумац (*1969)[17]
  - Јохан Јохансон, исландски композитор (*1969)[18]
- 12. фебруар — Слободан Турлаков, професор на Факултету музичке уметности у Београду (*1929)
- 13. фебруар:
  - Хенрик де Лаборд де Монпезат, дански принц и супруг данске краљице Маргарете II (*1934)
  - Горан Гоша Голубовић, српски новинар (*1955)
- 14. фебруар — Морган Цвангирај, зимбабвеански политичар и други премијер те земље (*1952)
- 17. фебруар — Бранислав Прелевић, српски песник, афористичар и преводилац (*1941)
- 18. фебруар — Гинтер Блобел, немачко-амерички биолог и нобеловац (*1936)
- 19. фебруар — Сергеј Литвинов, совјетски и руски атлетичар и олимпијски победник (*1958)
- 21. фебруар — Јан Куцијак, словачки новинар (*1990)
- 22. фебруар: 
  - Томислав Бајић, српски народни музичар, композитор и певач (*1935)[19]
  - Ричард Е. Тејлор, канадски физичар (*1929)[20]
- 24. фебруар — Шридеви, награђивана индијска глумица (*1963)
- 25. фебруар — Зоран Петровић, српски песник (*1954)
- 27. фебруар — Даница Милосављевић, народни херој Југославије (*1925)

### Март
- 3. март — Сабит Хаџић, југословенски кошаркаш (*1957)[21]
- 4. март — Давиде Астори, професионални италијански фудбалер (*1987)[22]
- 5. март — Војислав В. Јовановић, српски писац (*1940)
- 7. март:
  - Јован Радуловић, српски писац (*1951)
  - Рејналдо Бињоне, аргентински генерал, политичар и бивши председник те земље (*1928)
  - Давор Штамбук, хрватски карикатуриста (*1934)
- 8. март — Албин Видовић, југословенски и хрватски рукометаш (*1943)[23]
- 10. март:
  - Убер де Живанши, француски модни креатор (*1927)
  - Бого Јан, југословенски и словеначки хокејаш на леду (*1944)
- 14. март — Стивен Хокинг, енглески теоретски физичар (*1942)
- 17. март — Јоже Ожболт, народни херој Југославије (*1922)
- 18. март — Драгољуб Стојадиновић, српски есејиста, књижевни и позоришни критичар (*1929)
- 24. март — Лис Асија, швајцарска певачица и прва победница Песме Евровизије (*1924)
- 25. март — Антон Јоже Гале, југословенски и словеначки хокејаш на леду (*1944)
- 30. март — Сабахудин Курт, босанскохерцеговачки певач (*1935)[24]
- 31. март — Каменко Катић, српски телевизијски водитељ и новинар (*1935)[25]

### Април
- 1. април — Мирко Алвировић, српски телевизијски водитељ и стручњак за аутомобилизам (*1946)
- 2. април — Морис Хале, амерички лингвиста (*1923)
- 3. април — Данило Ж. Марковић, српски социолог и дипломата (*1933)[26]
- 4. април — Мића Николић, српски композитор, инструменталиста, аранжер и певач (*1958)[27]
- 5. април — Бранислав Покрајац, југословенски и српски рукометаш и рукометни тренер (*1947)[28]
- 7. април:
  - Божидар Смиљанић, хрватски и југословенски позоришни, филмски и телевизијски глумац (*1936)[29]
  - Петер Гринберг, немачки физичар (*1939)
- 10. април — Јелена Жигон, српска глумица (*1933)[30]
- 12. април — Зоран Красић, српски правник и политичар (*1956)[31]
- 13. април — Милош Форман, чешко-амерички филмски режисер, сценариста и глумац (*1932)[32]
- 15. април — Божидар Боки Милошевић, српски кларинетиста и члан Београдске филхармоније (*1931)[33]
- 17. април — Барбара Буш, некадашња „прва дама” Сједињених Држава (*1925)[34]
- 20. април — Авичи, шведски музичар и ди-џеј (*1989)
- 21. април:
  - Наби Таџима, јапанска суперстогодишњакиња и најстарија живућа особа на Земљи (*1900)
  - Верн Тројер, амерички глумац (*1969)[35]
- 22. април:
  - Деметер Битенц, словеначки филмски и позоришни глумац (*1922)[36]
  - Зоран Зарије Раковић, српски трубач и некадашњи члан групе Седморица младих (*1940)
- 26. април:
  - Борислав Радовић, српски песник, есејиста и преводилац (*1935)[37]
  - Јошинобу Ишии, јапански фудбалер (*1939)[38]
- 27. април — Јордан Николић, српски певач традиционалних народних песама (*1933)
- 30. април:
  - Роз Лоранс, француска кантауторка (*1953)
  - Марица Радојчић Прешић, српска математичарка и ликовна уметница (*1943)

### Мај
- 7. мај — Мирослав Вардић, југословенски и српски фудбалер (*1944)[39]
- 11. мај — Љубица Поповић Бјелица, српска књижевна критичарка (*1948)
- 12. мај — Борислав Микелић, српски привредник и некадашњи премијер РСК (*1939)[40]
- 13. мај:
  - Марго Кидер, канадско-америчка глумица и активисткиња (*1948)[41]
  - Јован Мићић Кикор, потпуковник Војске Републике Српске (*1955)
- 16. мај — Богољуб Станковић, српски математичар и члан САНУ (*1924)
- 17. мај — Стојан Ранђеловић, српски правник и политичар, некадашњи градоначелник Ниша (*1938)
- 22. мај — Филип Рот, амерички писац (*1933)
- 26. мај — Алан Бин, амерички пилот, ваздухопловни инжењер и астронаут (*1932)[42]
- 27. мај — Душан Ђоковић, српски позоришни и филмски продуцент, оснивач Академије уметности у Београду (*1945)[43]
- 28. мај — Марија Долорес Прадера, шпанска глумица и певачица (*1924)
- 30. мај — Предраг Бајчетић, српски режисер, глумац и продуцент (*1934)[44]
- 31. мај — Илија Бегић, босанскохерцеговачки и српски певач изворне музике (*1938)[45]

### Јун
- 1. јун — Синан Сакић, српски фолк певач (*1956)
- 3. јун — Роберт Форхан, канадски хокејаш на леду (*1936)
- 4. јун — Љубиша Јеремић, српски књижевни критичар, историчар и теоретичар књижевности, професор Филолошког факултета у Београду (*1938)[46]
- 6. јун:
  - Горан С. Ђорђевић, професор Електронског факултета у Нишу (*1963)[47]
  - Јон Србован, некадашњи председнк Извршног већа Скупштине САП Војводине (*1930)[48]
  - Ари ден Хартог, холандски професионални бициклиста (*1941)
  - Теди Џонсон, енглески певач и учесник Евровизије (*1919)[49]
- 8. јун:
  - Ентони Бурден, амерички кувар, писац и телевизијска личност (*1956)[50]
  - Марија Буено, некадашња бразилска тенисерка, светски број 1 и освајачица 19 грен слем титула (*1939)
  - Јунис Гејсон, британска глумица (*1928)[51]
- 9. јун — Фадиљ Вокри, југословенски фудбалер и председник Фудбалског савеза Косова (*1960)[52]
- 12. јун — Ренато Врбичић, хрватски ватерполо играч и тренер (*1970)
- 14. јун — Душан Анђић, српски сценариста, књижевник и редитељ (*1943)[53]
- 18. јун — Џасеј Двејн Онфрој, амерички репер (*1998)
- 24. јун − Јосип Пирмајер, југословенски фудбалер и фудбалски тренер (*1944)[54]
- 25. јун − Стефка Дролц, југословенска и словеначка глумица (*1923)[55]
- 28. јун — Горан Буњевчевић, српски фудбалер и спортски директор Фудбалског савеза Србије (*1973)[56]

### Јул
- 1. јул — Божидар Димитров, бугарски историчар и политичар (*1945)
- 6. јул — Влатко Илијевски, македонски певач, учесник песме Евровизије 2011. (*1985)[57]
- 7. јул — Тајлер Ханикат, амерички кошаркаш (*1990)
- 13. јул — Торвалд Столтенберг, норвешки политичар (*1931)
- 15. јул:
  - Драгутин Шурбек, југословенски и хрватски стонотенисер (*1946)
  - Бранимир Бабарогић, некадашњи југословенски фудбалер, фудбалски судија и фудбалски радник (*1951)
- 16. јул — Марија Кон, југословенска и хрватска глумица (*1934)[58]
- 18. јул — Бартон Рихтер, амерички физичар (*1931)[59]
- 19. јул — Денис Тен, казахстански уметнички клизач и двоструки светски првак (*1993)
- 22. јул — Чијо Мијако, јапанска суперстогодишњакиња, својевремено најстарија живућа особа на свету (*1901)
- 27. јул — Владимир Војнович, руски књижевник и инострани члан САНУ (*1932)
- 28. јул — Драгослав Огњановић, српски адвокат (*1961)
- 29. јул — Оливер Драгојевић, хрватски кантаутор (*1947)[60]

### Август
- 3. август — Матија Барл, југословенски и словеначки глумац и продуцент. (*1940)[61]
- 8. август — Марио Алинеи, италијански филолог и палеолингвиста. (*1926)
- 11. август — Видјадар Сураџпрасад Најпол, британски књижевник и добитник Нобелове награде за књижевност (*1932)
- 12. август — Самир Амин, египатски економиста (*1931)
- 13. август — Звонко Бего, југословенски фудбалер (*1940)[62]
- 16. август — Арета Френклин, америчка певачица (*1942)[63]
- 18. август — Кофи Анан, гански политичар и дипломата и бивши Генерални секретар ОУН-а (*1938)
- 21. август — Стефаун Карл Стефаунсон, исландски глумац и певач (*1975)
- 24. август — Иван Штраус, босанскохерцеговачки и југословенски архитекта (*1928)[64]
- 25. август — Џон Макејн, амерички политичар и сенатор (*1936)
- 26. август — Нил Сајмон, амерички позоришни писац и сценариста (*1927)[65]
- 31. август — Александар Захарченко, лидер сепаратистичке ДНР (*1976)

### Септембар
- 3. септембар — Ђорђе Николић, југословенски и српски сниматељ (*1932)[66]
- 4. септембар:
  - Владета Јеротић, српски лекар, неуропсихијатар, психотерапеут, књижевник и академик САНУ (*1924)[67]
  - Маријан Бенеш, југословенски боксер (*1951)[68]
- 6. септембар — Берт Рејнолдс, амерички глумац (*1936)[69]
- 7. септембар — Бранислав Јовин, српски архитекта (*1935)[70]
- 15. септембар — Жарко Петровић, српски композитор и књижевник (*1932)[71]
- 18. септембар — Роберт Вентури, амерички архитекта (*1925)[72]
- 19. септембар — Милош Митић, српски атлетичар и параолимпијац (*1987)
- 23. септембар — Чарлс Као, кинески физичар (*1933)
- 27. септембар — Милорад Марковић, југословенски и српски директор фотографије (*1922)
- 28. септембар — Предраг Ејдус, српски глумац (*1947)[73]
- 30. септембар — Јадранка Пејановић, српска новинарка и глумица (*1979)[74]

### Октобар
- 1. октобар — Шарл Азнавур, француски музичар и глумац (*1924)[75]
- 2. октобар:
  - Смиља Аврамов, српски правник (*1918)
  - Бајо Џаковић, српски новинар и књижевник (*1960)[76]
  - Џамал Кашоги, саудијски новинар и публициста (*1958)
- 3. октобар — Леон М. Ледерман, амерички физичар (*1922)
- 6. октобар:
  - Монсерат Кабаље, шпанска оперска певачица (*1933)[77]
  - Викторија Маринова, бугарска новинарка (*1988)
- 8. октобар — Негован Станковић, српски политичар (*1960)
- 9. октобар — Томас Стајц, амерички хемичар, биофизичар и молекуларни биолог (*1940)
- 14. октобар:
  - Милена Дравић, југословенска и српска глумица (*1940)[78]
  - Патрик Бауман, швајцарски кошаркашки функционер и Генерални секретар ФИБА (*1967)
- 15. октобар — Пол Ален, амерички предузетник и један од оснивача Мајкрософта (*1953)[79]
- 19. октобар — Осаму Шимомура, јапански хемичар (*1928)
- 25. октобар — Борислав Пелевић, српски политичар и један од команданата Српске добровољачке гарде (*1956)

### Новембар
- 9. новембар — Дражен Јанковић, српски музичар (*1965)[80]
- 12. новембар — Стен Ли, амерички стрип сценариста, издавач и глумац (*1922)[81]
- 15. новембар — Жорес Медведев, руски биолог, биолог и историчар (*1925)
- 20. новембар: 
  - Радмила Радовановић, српска глумица (*1934)[82]
  - Џејмс Билингтон, амерички академик (*1929)
- 25. новембар — Мите Грозданов, југословенски и македонски глумац (*1943)[83]
- 26. новембар:
  - Бернардо Бертолучи, италијански редитељ и сценариста (*1941)[84]
  - Стивен Хиленбург, амерички биолог, аниматор, режисер и сценариста (*1961)[85]
- 27. новембар:
  - Горан Стефановски, македонски драмски писац (*1952)
  - Сања Вујисић, српска новинарка и уредница спортског програма РТС-а (*1962)
- 28. новембар — Станко Радмиловић, српски премијер (*1936)
- 30. новембар — Џорџ Х. В. Буш, 41. председник Сједињених Држава (*1924)[86]

### Децембар
- 3. децембар — Милена Дапчевић, српска глумица (*1930)[87]
- 6. децембар — Пит Шели, енглески певач, гитариста и текстописац (*1955)[88]
- 7. децембар:
  - Белисарио Бетанкур, колумбијски политичар и бивши председник те земље (*1923)[89]
  - Љупка Џундева, југословенска и македонска глумица (*1934)
- 9. децембар — Рикардо Ђакони, амерички астрофизичар (*1931)
- 12. децембар — Ференц Коса, мађарски редитељ и сценариста (*1937)
- 13. децембар:
  - Божидар Стошић, југословенски и српски глумац (*1937)[90]
  - Павле Стругар, генерал-потпуковник Југословенске народне армије (*1933)
- 15. децембар:
  - Душан Николић Стаја, југословенски и српски фудбалер и тренер (*1953)[91]
  - Милунка Лазаревић, српска шахисткиња и новинарка (*1932)
  - Гирма Волде-Гиоргис, етиопски политичар (*1924)
- 17. децембар — Пени Маршал, америчка глумица, редитељка и продуцент (*1943)[92]
- 20. децембар — Михајло Митровић, српски архитекта (*1922)[93]
- 22. децембар — Педи Ешдаун, британски политичар (*1941)
- 24. децембар — Станко Поклеповић, југословенски и хрватски фудбалер и тренер (*1938)[94]
- 26. децембар — Рој Џ. Глаубер, амерички физичар (*1925)[95]
- 28. децембар — Шеху Шагари, нигеријски политичар (*1925)
- 29. децембар — Росенда Монтерос, мексичка глумица (*1935)[96]

## Нобелове награде
- Физика — Артур Ешкин, Жерар Муру и Дона Стрикланд
- Хемија — Френсис Арнолд, Џорџ Смит и Грег Винтер
- Медицина — Џејмс Елисон и Тасуку Хонџо
- Књижевност — отказана додела
- Мир — Денис Муквеге и Надија Мурад
- Економија — Виљем Нордхаус и Пол Ромер